# Plotopteridae
I plototteridi (Plotopteridae) sono una famiglia estinta di uccelli pelecaniformi (Pelecaniformes), vissuti nel Cenozoico lungo le sponde settentrionali dell'Oceano Pacifico.

## Descrizione
Questi uccelli, benché imparentati con le attuali sule, offrono un notevole esempio di convergenza evolutiva con i pinguini, in particolare con forme ormai estinte di grandi dimensioni (come Anthropornis).
Questa somiglianza ha fatto sì che i plototteridi venissero soprannominati “i pinguini dell'emisfero settentrionale”. Questi uccelli erano inetti al volo: le loro ali erano accorciate e trasformate in strutture adatte alla propulsione sottomarina, come quelle dei pinguini o dell'alca gigante, ora estinta. I plototteridi variavano molto in dimensioni: i più piccoli raggiungevano la taglia di un grosso cormorano, i più grandi arrivavano a due metri di lunghezza. Lo scheletro del corpo era molto simile a quello dell'attuale aninga, mentre il cranio era affine a quello delle sule (Sulidae).

## Evoluzione
Il più antico plototteride noto, Phocavis maritimus, proviene da strati dell'Eocene medio (circa 45 milioni di anni fa), ma la maggior parte delle specie provengono dal Miocene inferiore e dal Miocene medio. Si estinsero più o meno nello stesso periodo dei pinguini giganti dell'emisfero australe, che coincise anche con la radiazione evolutiva dei pinnipedi e dei delfini; questo fatto ha portato all'ipotesi che l'espansione dei mammiferi marini fu responsabile dell'estinzione dei plototteridi e di altri uccelli marini giganti.